# Les enfants d'abord (association)
Pour les articles homonymes, voir Les enfants d'abord.
Les Enfants d'abord (LED'A) est une association créée en 1988 par Dolores Foin-Sanchez, afin de rassembler des familles non-scolarisantes.

## Objectifs de l'association
Les Enfants d'Abord a pour premier but d'aider et d'informer les parents prodiguant eux-mêmes l'instruction à leurs enfants, puis de défendre leur libre choix d'instruction.

 Elle a très vite rassemblé plusieurs centaines de familles qui pratiquent l'instruction en famille ou l'enseignement à distance (école à la maison), et organise régulièrement des rencontres à travers la France.
Un certain nombre de familles attachées aux notions rocheforto-bakeriennes de franche opposition aux idéologies institutionnelles d'instruction, d'éducation et de pédagogie y sont représentées.
Cette "résistance" est illustrée par des ouvrages comme Insoumission à l'école obligatoire ou encore Les Enfants d'abord (1976). 
LED'A anime également des débats lors de salons sur le phénomène de non-scolarisation et sur les apprentissages informels, beaucoup plus courants dans d'autres pays européens, notamment au Royaume Uni ou aux États-Unis, et agit auprès des médias. Elle fait partie des trois organisations ALLI absl du Luxembourg et Full Human Rights-Experience Education ainsi que le philosophe indépendant Bertrand Stern qui ont écrit au Commissariat aux droits de l’homme du Conseil de l’Europe pour s'inquiéter de la liberté d’enseignement en France, à la suite du projet de loi n°3649 qui est finalement assoupli.